# シコラクス (衛星)
シコラクスまたはシコラックス (Uranus XVII Sycorax)は、天王星の第17衛星である。

## 発見と命名
シコラクスは、1997年9月6日にフィリップ・D・ニコルソン、ブレット・J・グラドマン、ジョセフ・A・バーンズ、ジョン・J・カヴェラーズによって、パロマー山天文台の200インチヘール望遠鏡を用いた観測によって発見された。その際、同じく天王星の衛星キャリバンも発見されている。発見は10月31日に国際天文学連合のサーキュラーで公表され、S/1997 U 2 という仮符号が与えられている。1986年にボイジャー2号が天王星をフライバイした際に衛星が発見されて以来、11年ぶりの天王星の新しい衛星の発見であった。
その後、1999年3月27日にウィリアム・シェイクスピアの戯曲『テンペスト』に登場する人物にちなんで命名され、確定番号 Uranus XVII が与えられた。
シコラクスという名前は、ウィリアム・シェイクスピアの戯曲『テンペスト』に登場する怪物キャリバンの母である、舞台の島の元持主の魔女シコラクスにちなんで付けられた。なお、題材となった『テンペスト』では、当のシコラクスは登場しない。息子キャリバンや主人公のプロスペロー、彼女に幽閉されていた妖精アリエル等、数人の登場人物の台詞に上がるのみの故人である。

## 軌道

天王星周りの不規則衛星の軌道のアニメーション。マゼンタがシコラクスである。
天王星·
シコラクス·
フランシスコ·
キャリバン·
ステファノー·
トリンキュロー

天王星の逆行衛星の軌道要素。

シコラクスは天王星から離れた軌道を公転しており、規則衛星の中で最も遠方を公転するオベロンのさらに20倍以上離れた距離にある。天王星の自転や規則衛星の公転方向とは逆向きに公転する逆行衛星であり、軌道傾斜角はやや大きく、また軌道離心率もやや大きい軌道を持っている。
軌道要素が類似していることから、セティボスとプロスペローと同じ力学的な集団に属していると考えられ、従ってこれらの衛星は同じ起源を持つ可能性がある。ただしシコラクスとこれらの2衛星は表面の色がわずかに異なる (後述)。天王星の逆行衛星の軌道要素を示した図では、セティボスとプロスペローとの軌道要素の類似性が分かる。図は、円の半径方向の軸が軌道長半径、角度方向は軌道傾斜角を示している。近点と遠点は黄線で表されており、この長さが軌道離心率の大きさに対応する。また、円の大きさは衛星の質量に対応している。

## 物理的特徴
スピッツァー宇宙望遠鏡とハーシェル宇宙望遠鏡を用いた衛星の熱放射の観測データに基づき、シコラクスの直径は 165 km と測定されている。天王星の不規則衛星の中では最も大きく、内側を公転する衛星パックや、木星の不規則衛星の中で最も大きいヒマリアに匹敵する。
シコラクスの色指数の観測は複数あり、B–V = 0.87、V–R = 0.44 とするもの、B–V = 0.78 ± 0.02、V–R = 0.62 ± 0.01 とするもの、B–V = 0.839 ± 0.014、V–R = 0.531 ± 0.005 とするものがあるが、いずれも可視光スペクトルは淡い赤色を示す。これはヒマリアよりは赤いが、大部分のカイパーベルト天体ほどは赤くない。軌道要素が近いセティボスとプロスペローは灰色を示しており、シコラクスとは異なる特徴を持つ。シコラクスの可視光から近赤外線にかけてのスペクトルは不明な点が多く、様々な表面組成を仮定したモデルと比較して、0.8 µm では反射率がモデルより高く、1.25 µm では低いことが指摘されている。また可視光でのスペクトルはケンタウルス族や太陽系外縁天体に見られる特徴に似ているが、1 µm よりも長波長の近赤外線領域では平坦なスペクトルを示す。
シコラクスの自転周期はおよそ3.6時間と推定されている。衛星の自転により可視光での明るさに周期的な変動が発生しており、その振幅は0.07等級である。

## 起源
シコラクスは天王星形成直後に存在した降着円盤 (周惑星円盤) の中で形成されたのではなく、捕獲によって衛星になったと考えられてる。実際の捕獲機構は明らかになっていないものの、天体が衛星を捕獲するためには何らかの過程によるエネルギーの散逸が必要である。考えられる捕獲過程としては、原始惑星系円盤内でのガス摩擦、多体相互作用によるもの、天王星の質量が急速に増加している間の捕獲 (いわゆる "pull-down" と呼ばれる過程) が挙げられている。